# Stipa daghestanica
Stipa daghestanica är en gräsart som beskrevs av Aleksandr Alfonsovitj Grossgejm. Stipa daghestanica ingår i släktet fjädergrässläktet, och familjen gräs. Inga underarter finns listade i Catalogue of Life.